# Julie Vanloo
	Julie Anita Vanloo (* 10. Februar 1993 in Ostende) ist eine belgische Basketballspielerin.

## Werdegang

### Verein
Vanloo begann in ihrer Heimat Belgien als Zehnjährige mit dem Basketballspiel. 2009 schloss sie sich Declercq Stortbeton Waregem BC an, mit dem sie 2011 belgischer Meister wurde. 2013 folgte ihre erste von vielen Auslandsstationen bei USO Mondeville in Frankreich. 2015 wechselte sie zum schwedischen BC Luleå, wo sie 2016 ebenfalls den Gewinn der schwedischen Meisterschaft feierte. Es folgten zahlreiche weitere Auslandsstationen, unter anderen in Italien, der Türkei, Frankreich, Ungarn, Australien und Spanien. 2021 spielte sie beim russischen Verein BK Jenissei Krasnojarsk. Nach dem russischen Überfall auf die Ukraine löste sie dort ihren Vertrag auf und schloss sich dem italienischen Verein Moncalieri Basketball an.
Nach einer weiteren Station in Frankreich schloss Vanloo sich 2023 Galatasaray Istanbul an. Hier erzielte sie eine Saisonschnitt von 13,1 Punkten und 8,6 Assists pro Spiel. 2024 wurde sie beim Draftverfahren der US-Liga WNBA von den Washington Mystics ausgewählt. Im Alter von 31 Jahren war sie damit der älteste Rookie in der Geschichte der WNBA. 2025 schloss sie sich den Golden State Valkyries an, wo sie bald zu einem wichtigen Bestandteil der Mannschaft wurde, da sie mit ihrer Erfahrung und ihren umfangreichen Fremdsprachenkenntnissen vor allem für jüngere Spielerinnen Unterstützung bot.
Ende Juni 2025 wurde Vanloo von Golden State aus dem Aufgebot gestrichen und wenige Tage später vom WNBA-Konkurrenten Los Angeles Sparks verpflichtet.

### Nationalmannschaft
Vanloo spielte ab 2007 zunächst für belgische U-Nationalmannschaften. 2008 wurde sie mit ihrer Mannschaft U18-Europameisterin. 2009 debütierte sie für die A-Nationalmannschaft und spielte seitdem regelmäßig. Bei den Europameisterschaften 2017 und 2021 wurde sie mit ihrer Mannschaft jeweils Dritter. 2023 wurde sie mit ihrer Mannschaft durch einen Endspielsieg gegen Spanien sensationell Europameisterin. 2020 und 2024 nahm sie mit Belgien jeweils an den Olympischen Sommerspielen teil. Eine Medaille errang sie dabei nicht, wobei Belgien 2024 mit Vanloo im Spiel um den dritten Platz mit 81:85 knapp an Australien scheiterte. Vanloo war in diesem Spiel die beste Korbschützin und wurde nach Turnierende in das All-Second-Team gewählt. 2025 nahm sie mit Belgien wieder an der Europameisterschaft teil und gewann zum zweiten Mal den Titel.